# Liste des ministres chypriotes des Finances
Cet article dresse la liste des ministres chypriotes des Finances depuis l'indépendance de la république de Chypre le 16 août 1960. 
Actuellement, dans le gouvernement Níkos Christodoulídis, la compétence est assumée par Mákis Keravnós, ministre des Finances, depuis le 1er mars 2023.

## Liste des titulaires
| Ministre              | Ministre | Ministre                    | Intitulé              | Parti | Début             | Fin              | Gouvernement         |
| --------------------- | -------- | --------------------------- | --------------------- | ----- | ----------------- | ---------------- | -------------------- |
|                       |          | Reginos Theocharis          | Ministre des Finances |       | 16 août 1960      | 1er juillet 1962 |                      |
|                       |          | Renos Solomides             | Ministre des Finances |       | 2 juillet 1962    | 23 juin 1968     |                      |
|                       |          | Andreas Patsalides          | Ministre des Finances |       | 24 juin 1968      | 31 octobre 1979  |                      |
| Spýros Kyprianoú      |          |                             |                       |       |                   |                  |                      |
|                       |          | Afxentios Afxentiou         | Ministre des Finances |       | 1er novembre 1979 | 19 avril 1982    |                      |
|                       |          | Simos Vasiliou              | Ministre des Finances |       | 20 avril 1982     | 6 janvier 1985   |                      |
|                       |          | Constantinos Kittis         | Ministre des Finances |       | 7 janvier 1985    | 28 juillet 1985  |                      |
|                       |          | Christos Mavrellis          | Ministre des Finances |       | 1er aout 1985     | 27 février 1988  | Kyprianoú IV         |
| Giórgos Vasileíou     |          |                             |                       |       |                   |                  |                      |
|                       |          | Giorgos Syrimis             | Ministre des Finances |       | 28 février 1988   | 27 février 1993  | Vasileíou            |
| Gláfkos Klirídis      |          |                             |                       |       |                   |                  |                      |
|                       |          | Fedros Economides           | Ministre des Finances |       | 28 février 1993   | 6 novembre 1994  | Klirídis I           |
|                       |          | Christodoulos Christodoulou | Ministre des Finances |       | 7 novembre 1994   | 18 mars 1999     | Klirídis I et II     |
|                       |          | Takis Cléridis              | Ministre des Finances |       | 19 mars 1999      | 28 février 2003  | Klirídis II          |
| Tássos Papadópoulos   |          |                             |                       |       |                   |                  |                      |
|                       |          | Márkos Kyprianoú            | Ministre des Finances | DIKO  | 1er mars 2003     | 18 mai 2004      | Papadópoulos         |
|                       |          | Mákis Keravnós              | Ministre des Finances | DIKO  | 19 mai 2004       | 30 août 2005     | Papadópoulos         |
|                       |          | Mikhális Sarrís             | Ministre des Finances | Sans  | 31 août 2005      | 28 février 2008  | Papadópoulos         |
| Dimítris Khristófias  |          |                             |                       |       |                   |                  |                      |
|                       |          | Kharílaos G. Stavrákis      | Ministre des Finances | Sans  | 29 février 2008   | 5 août 2011      | Khristófias          |
|                       |          | Kíkis Kazamías              | Ministre des Finances | AKEL  | 6 août 2011       | 23 mars 2012     | Khristófias          |
|                       |          | Vassos Shiarly              | Ministre des Finances | AKEL  | 24 mars 2012      | 1er mars 2013    | Khristófias          |
| Níkos Anastasiádis    |          |                             |                       |       |                   |                  |                      |
|                       |          | Mikhális Sarrís             | Ministre des Finances | Sans  | 2 mars 2013       | 2 avril 2013     | Anastasiádis I       |
|                       |          | Kháris Georgiádis           | Ministre des Finances | DISY  | 3 avril 2013      | 3 décembre 2019  | Anastasiádis I et II |
|                       |          | Konstantínos Petrídis       | Ministre des Finances | DISY  | 3 décembre 2019   | 28 février 2023  | Anastasiádis II      |
| Níkos Christodoulídis |          |                             | Ministre des Finances |       |                   |                  |                      |
|                       |          | Mákis Keravnós              | Ministre des Finances | DIKO  | 1er mars 2023     | En fonction      | Christodoulídis      |